# Potencjał mikrofonowy
Potencjał mikrofonowy – wahania potencjału elektrycznego występujące w okolicach ślimaka podczas odbierania dźwięków, porównywane do wahań potencjału elektrycznego w mikrofonie. Śródchłonka, która wypełnia przewód ślimakowy jest bogata w jony potasu o dodatnim ładunku elektrycznym i zawiera mniej ujemnych jonów chloru. Dzięki temu, w stosunku do przychłonki, śródchłonka ma ładunek dodatni +80 mV.  Fale akustyczne zostają zamienione bezpośrednio na wahania potencjału elektrycznego. Jest to zjawisko, które towarzyszy odbieraniu fal akustycznych, nie uczestniczy zaś bezpośrednio w przetwarzaniu tych fal na impulsy nerwowe przewodzone przez włókna nerwowe.